# プトラ・モスク
プトラ・モスク（英語: Putra Mosque、マレー語: Masjid Putra、マスジッド・プトラ）は、マレーシアプトラジャヤの主要なモスクである。
1997年より当モスクの建設が開始され、2年後の1999年に完成した。
当モスクは、マレーシア首相府および人造湖のプトラジャヤ湖があるペルダナ・プトラの隣に位置している。
当モスクの前には、マレーシア国旗がはためく旗竿と大きなスクエアがある。
ピンク色のドームが特徴のプトラ・モスクは、バラ色がかった花崗岩を使用して建設されており、3つの主要な機能的領域（祈りホール、Sahnまたは中庭）、様々な学習施設および機能ルームから成っている。
当モスクは、一度に15,000人の崇拝者を収容することができる。

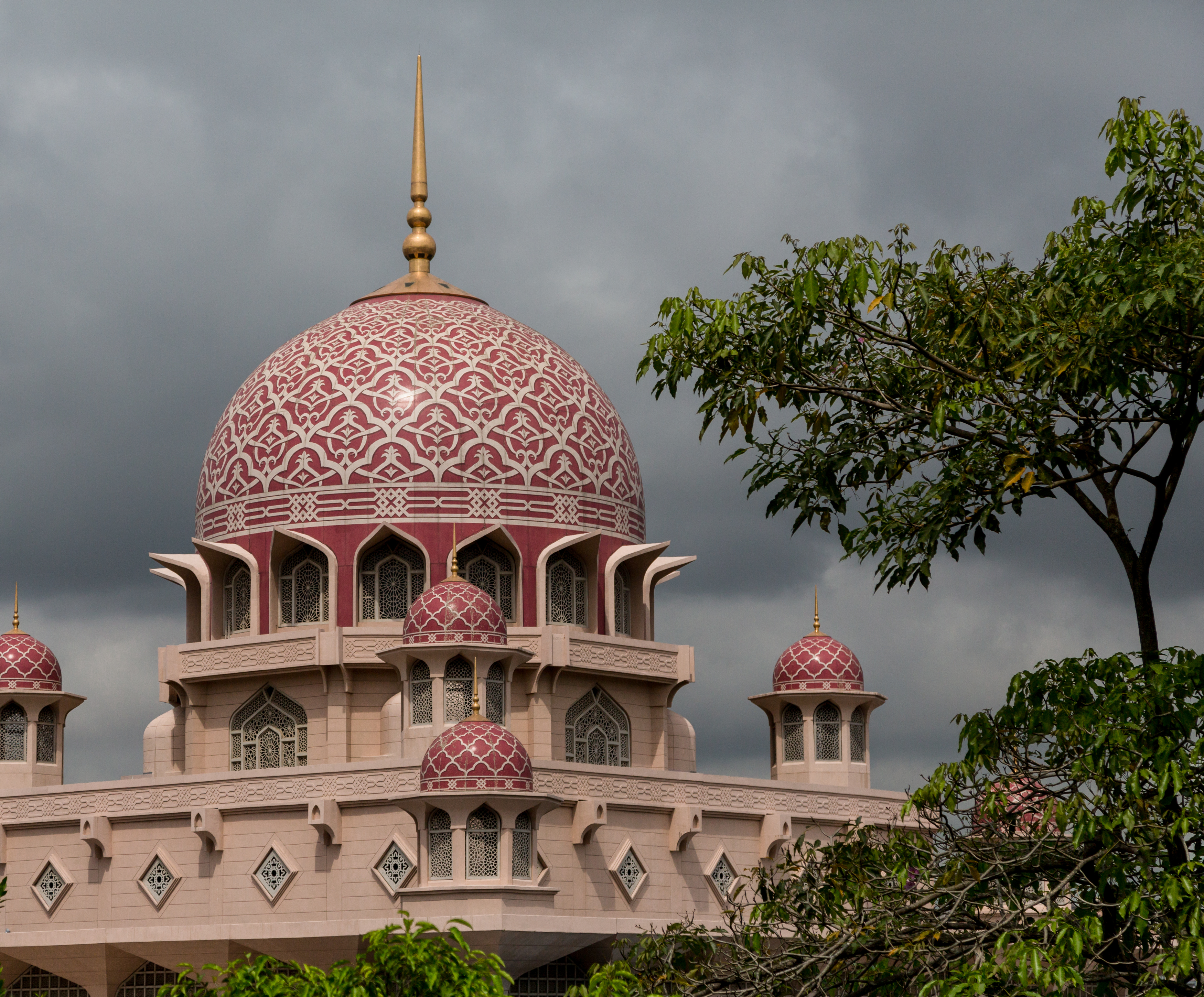
モスクのドーム部分

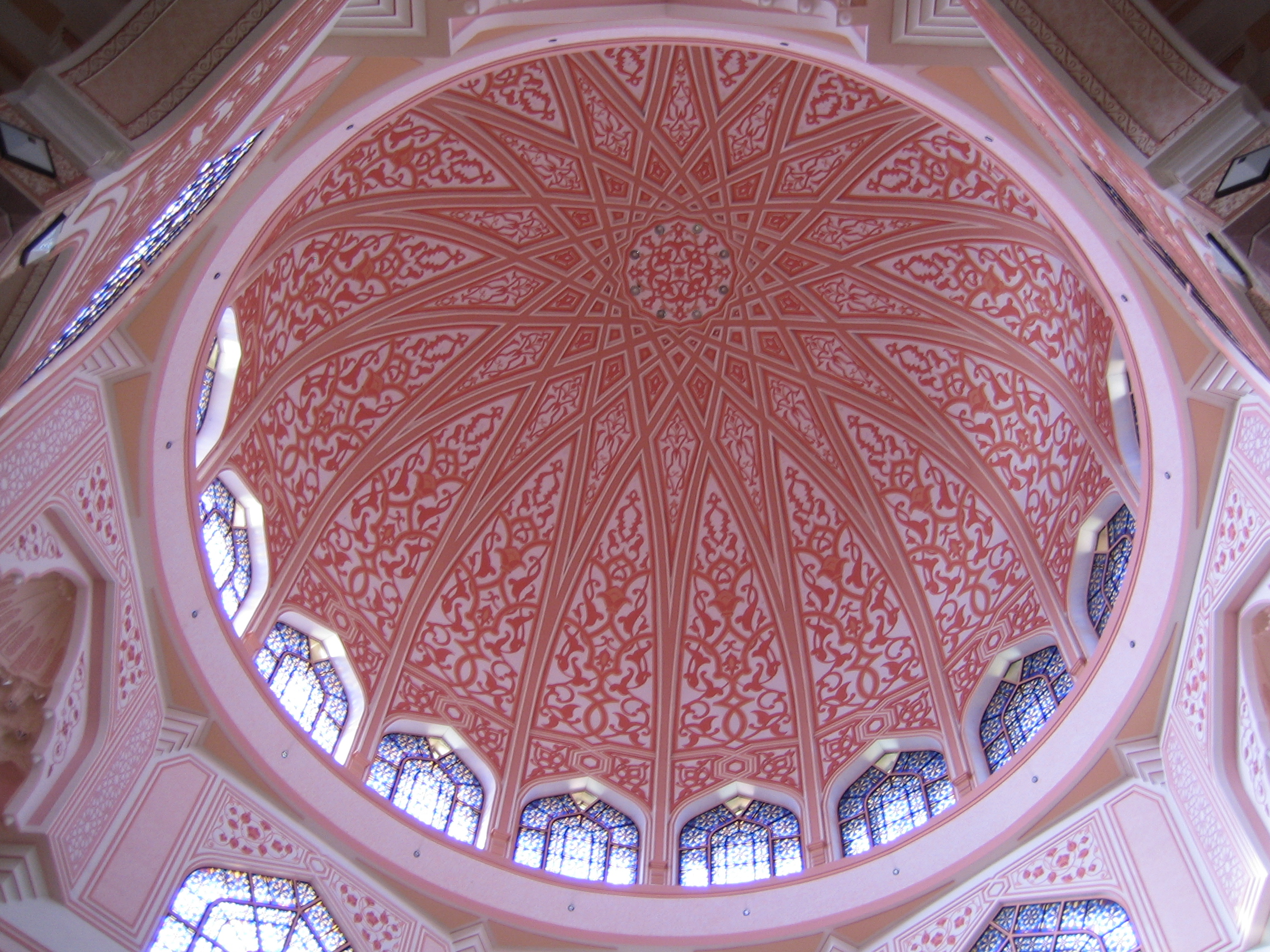
モスクのドーム内部